# Kerevata pacifica
Kerevata pacifica är en stekelart som beskrevs av Sergey A. Belokobylskij 1999. Kerevata pacifica ingår i släktet Kerevata och familjen bracksteklar. Inga underarter finns listade i Catalogue of Life.